# Злинка (село)

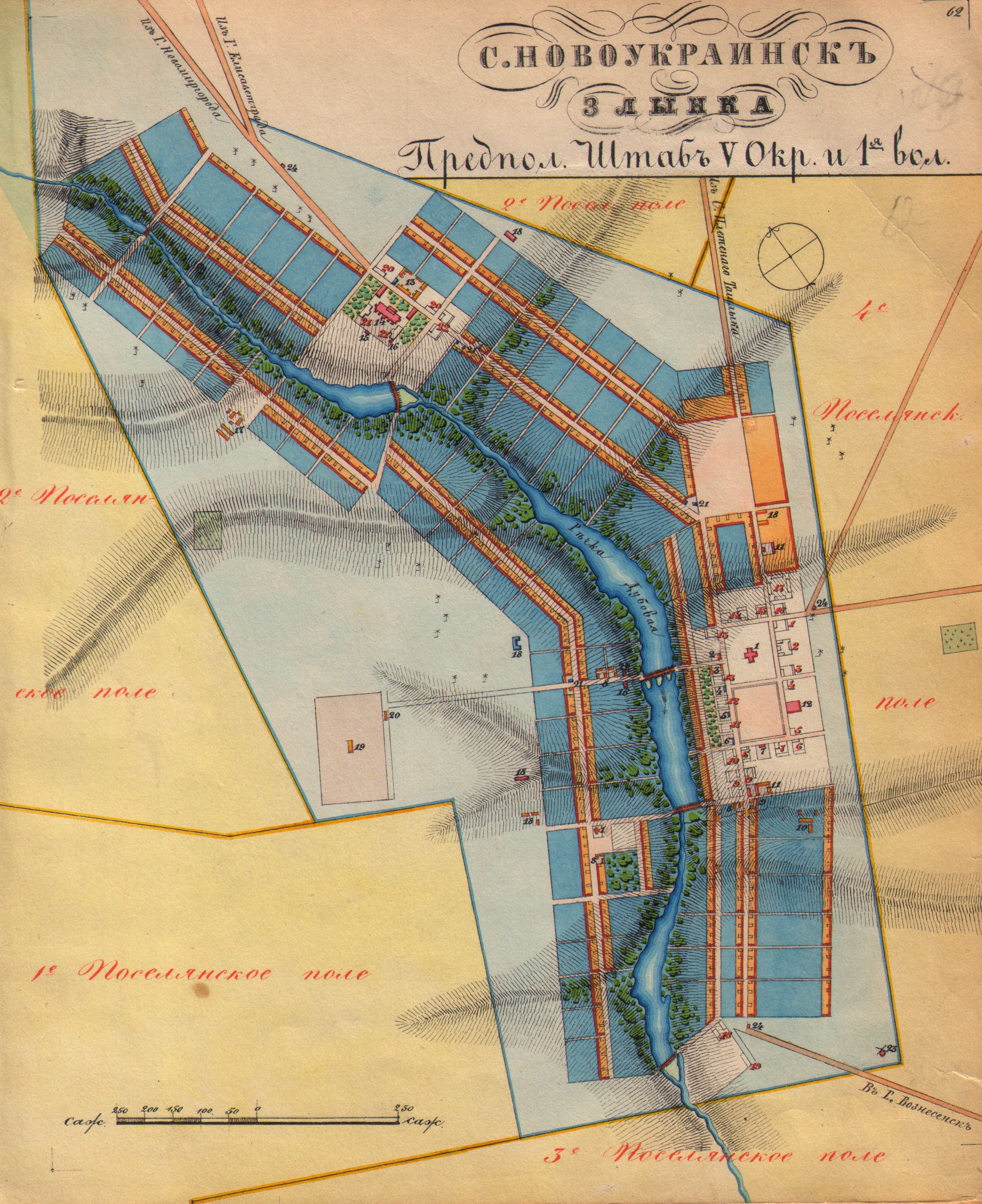
План містечка Новоукраїнськ (Злинки), 1854 р.

Зли́нка — село в Україні, центр Злинської сільської громади Новоукраїнського району Кіровоградської області. Населення — 4684 осіб (2010). Орган місцевого самоврядування — Злинська сільська рада.

## Географія
Село Злинка розташоване на південних схилах Придніпровської височини в межиріччі Дніпра та Південного Бугу. Воно розкинулось на берегах річки Дубівка, лівої притоки Буки. З районним та обласним центрами село з'єднане шосейним шляхом. Відстань до районного центру — 18 км,  до обласного — 65 км. Довжина села — 10 км, ширина — 5 км. На околиці села розташована залізнична станція «Капустине», через яку воно зв'язане з іншими регіонами України. Поблизу села розташовно кар'єри, де видобувають Капустинський граніт.

## Історія

### Заснування села
Село було засноване російськими розкольниками, вихідцями з Чернігівщини, де вони оселилися в 1700 році в однойменному селі під час гонінь у Московському царстві. Злинка на Півдні України була заснована 1756 року. До нашого часу порубіжний статус північної Злинки відбивається на специфічній лексиці мешканців Злинки південної, котра заселялася не тільки старовірами, а й українцями, білорусами та багатьма іншими етносами. У донесеннях до Сенату за 1 січня 1757 року йдеться про прибуття з 20 вересня 1756 року перших 2, а до кінця року — 6 родин (з них 8 чоловіків чоловічої статі старше 15 років), «вышедших из Польши великороссийских природных раскольников до слободы раскольничей Злынки у росоховатых буераков»
Вважається, що слобода Злинка виникла у 1756 – 1757 рр. внаслідок переселення на територію Новослобідського козацького полку колишніх підданих-розкольників. Справа у тому, що з початку 1750-х років уряд Російської імперії здійснює спроби повернути тих розкольників, які у минулому змушені були покинути свої домівки і переселитися до сусідніх Речі Посполитої та Османської імперії (терени Молдави й Ханської України). Зібравши протягом березня – травня 1754 р. свідчення про кількість і місця поселення розкольників у 
Речі Посполитій, російський Сенат ухвалив рішення дозволити Головному командиру Нової Сербії генерал-майору Івану Глєбову селити розкольників з українських земель Речі Посполитої та Османської імперії у межах Новослобідського козацького полку.
Існує кілька версій походження назви села. Найпоширеніша — привнесення переселенцями топоніму з однойменного міста Злинка на Поліссі (сучасна Брянська область). За іншою версією, у ці місця Катериною II було переселено «злих» (схильних до бунту, непокірних) людей.
Відповідно до указу від 1 січня 1821 року № 28.508 село Злинка було призначено в округ військового поселення 2-го Українського полку 3-ї Української уланської дивізії. У селі розміщувалися штаб-квартира 3-го поселенського ескадрону та його 1-й і 2-й взводи. У квітні 1838 року замість поділу на ескадрони при управлінні військовими поселеннями було запроваджено поняття волостей. Відповідно Злинка з цього часу і до реорганізаційних заходів 1856 року згадується як волосний центр 5-го округу Новоросійського військового поселення. 1838 роком датуються і перші згадки про село з назвою Новоукраїнськ. 1 січня 1861 року поселення Новоукраїнськ (Злинка) отримало статус містечка. Населений пункт лежав на поштовому тракті з Кременчука в Балту і Одесу, тут діяла поштова станція. За останньою, 10-ю ревізією населення, тут нараховувалося 809 дворів і проживало 4388 жителів.
Станом на 1886 рік у селі, центрі Злинської волості Єлисаветградського повіту Херсонської губернії, мешкало 5927 осіб, налічувалось 1183 дворових господарства, існували 2 православні церкви, єврейський молитовний будинок, школа, винний склад, 9 лавок, відбувались базари по п'ятницях щонеділі. За 5 верст знаходився трактир.

### Громадянська війна
За даними «Статистико-економічного огляду по Єлисаветградському повіту Херсонської губернії за 1907 рік» у Злинці мешкало 9 769 осіб: 4911 чоловіків та 4858 жінок. У 1917 році кількість населення зросла до 11 431: 6509 чоловіків і 4922 жінок.
Мешканці Злинки брали участь у Громадянській війні, деякі підтримали та поповнили загін Нестора Махна, який вступив до села у серпні 1918 року. Географія махновських рейдів на Єлисаветградщині була обмежена чотирикутником Тишківка-Злинка-Компаніївка-Піщаний Брід. У межах окреслених територій лише Злинка і Новоукраїнка мали залізничні станції, а значить стратегічне значення для підвищення рівня мобільності махновських формувань.
У лютому 1920 року в село прийшли війська Червоної армії. Більшовики забирали корів, зерно, фураж, заарештовували тих, хто чинив опір. У 1920 році в рахунок продрозверстки населення здало 5845 пудів зерна, 231 голову худоби, 214 пудів картоплі. Надмірні побори обурювали селян. Серед населення наростало невдоволення радянською владою.
Поширеною є історія про те, як жителі села 16—18 квітня 1920 року, на Великдень, за допомогою борін змогли зупинити наступ частини 14-ї кінної армії Семена Будьонного, що мала намір безперешкодно встановити в селі радянську владу. Після невдалої спроби червоноармійці посилили загін гарматами. З метою зміцнення оборони, злинчани послали за підмогою гінця в сусіднє село Глодоси. Глодосяни, до того вже знесилені тривалою визвольною боротьбою та війною, не змогли надати допомогу, після чого в народі виник вираз:
|  | Якби Глодоси посприяли, Злинка б республікою стала... |

За таку непокору і зухвалість злинчани дорого заплатили, адже кіннота (близько 5 тисяч) безжально і жорстоко рубала усіх, хто попадав під шаблю, не зупиняючись навіть перед дітьми та жінками.  Село перетворилося на суцільний факел, горіли відразу 2 вулиці (520 дворів) та Покровська дерев'яна церква. Жінки і старики, які не брали участі у повстанні, схопили хліб-сіль і побігли вимолювали на колінах прощення у командуючого Шадрихіна, аби ті припинили пролиття крові невинного населення. Тільки після цього червоноармійці заспокоїлися, активні учасники були покарані та розстріляні, а у Злинці остаточно  встановлена радянська влада.
В 1925 році в селі було засновано перший елеватор.

### Голодомор 1932—1933рр.

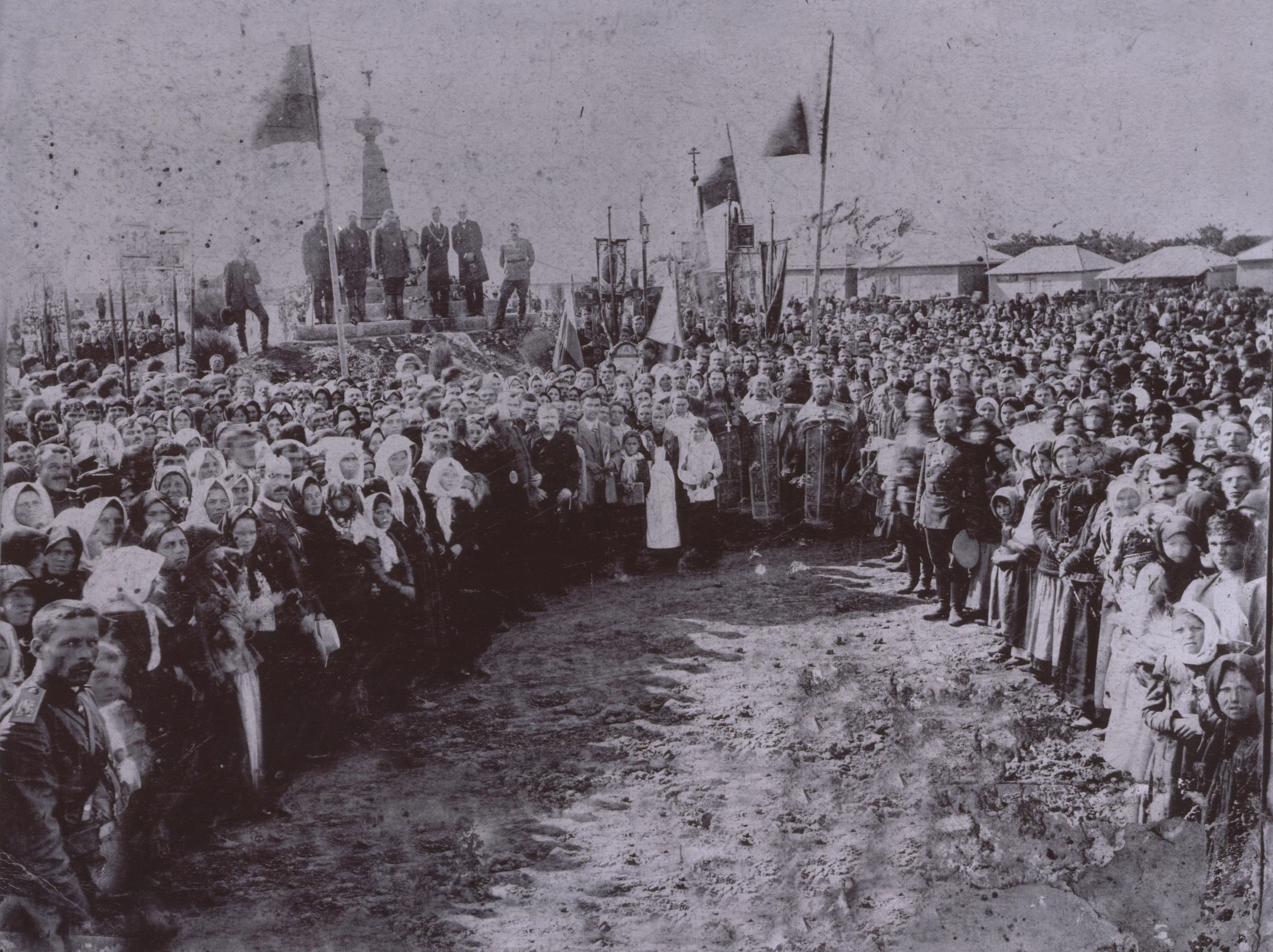
Відкриття пам'ятника Царю– визволителю Олександру ІІ у Злинці, 1913 р.

Вже у лютому 1930 року виконавчий комітет Злинської сільської ради ухвалив рішення про розкуркулення 93 господарств з передачею всього майна артілям «Зійшла зірка», «Червоний прапор», «Сільський господар». Конфісковане майно розпродувалося активістами на базарах за безцінь, в селі панував повний хаос. Зима 1933 року — люди пухнуть і вмирають від голоду. Дитячі виховні заклади були зняті з централізованого постачання харчів. Стан із харчуванням дітей в установах інтернатного типу загрозливий. Дитяча колонія не одержує продуктів. Дитсадок знаходиться на випадковому постачанні, видача гарячих сніданків у школі припинена. Запасів школи ніяких не мають.
Фізично ослабленим, охопленим апатією селянам, котрі не бачили для себе перспективи на колгоспній роботі, було важко працювати в полі. Продрозкладка здійснювала руйнівний вплив на селянську психологію, мораль, український менталітет, колгоспники вимушені були красти, аби вижити. За це їх судили, відправляли у Сибір, навіть убивали. Газета «Колгоспний шлях» від 21 серпня 1932 року повідомляє, що в селі Злинці куркулі проводять шкідливу роботу. Відбувся суд, підтвердив шкідництво і виніс ухвалу: Куркуля Махно А. І. за зривання колосків засуджено до позбавлення волі на 5 років та 5 років висилки. Кушнірьова Л. В. за невиплату податку, страховки засуджено до 6 років позбавлення волі і 5 років висилки. Куркуля Фадеєва Є. А. за крадіжку колосків — засуджено на 8 років позбавлення волі і 5 років.
Виживали ті сім'ї, де були сильні чоловіки, жінки, які могли привезти з Малої Виски жому. Наприкінці зими 1933 року голод набув велетенської сили. Люди з'їли всіх тварин, птахів, почали їсти мишей, жаб, щурів, котів, собак, горобців, комах, трупи мертвих коней, які вмирали від сапу. Намагаючись хоч якось вижити, вони їли траву, листя, жолуді, гриби (часто отруйні), лободу, кропиву, калачики, кукурудзяні качани і стебла, просяне лушпиння, солому, гнилі й мерзлі кавуни, буряки, картоплю та жом. Наївшись такої їжі, часто вмирали, тому що організм не витримував. Наведемо деякі жахливі «рецепти» того часу: з мерзлої картоплі пекли смердючі «маторжаники»; з картопляного лушпиння, кори і жолудів пекли пироги «плескачі»; до насіння лободи додавали мерзлу картоплю, трохи борошна і пекли оладки. У 1932 році вродили абрикоси, а в 1933 році люди шукали кісточки та їли з них насіння. На балках виливали водою ховрашків. Пекли, варили, смажили буряк. Відшукували на полях старі мишині нірки й виколупували звідти зерно. Діти пухли від голоду і вмирали від так званої «водянки». Хто мав сили наймався возити мертвих на кладовище. За кожного мерця їм давали пайку хліба або зерна. Чим більше трупів — тим більше хліба. У 1930-му році населення Злинки становило 14380 чоловік. Орієнтовно 4-5 тисяч злинчан померли голодною смертю у 1932—1933 роках. В селі є два пам'ятника жертвам голодомору. [Архівовано 1 листопада 2021 у Wayback Machine.]

### Друга світова війна 1939—1945рр.
31 липня 1941 року в село зайшли передові частини ворожих військ. 1 серпня Злинка була повністю окупована. Одразу ж була створена польова комендатура. Комендант Гаккель видав розпорядження про арешт чоловіків віком від 16 до 45 років, які не були прописані в селі. Молоді було запропоновано їхати до Німеччини. Спочатку проводилися акції по добровільному виїзду на роботу. Основним гаслом було — призвичаєння українців до європейського життя. Оскільки прогнозованого виїзду української молоді до Рейху не сталося, окупанти перейшли до масового примусового вивозу. Скільки виїхало не відомо, відомо, що 35 повернулися додому після 1945 року. У вересні 1941 року у селі розпочався набір бажаючих до поліції, начальником якої був призначений Максим Шевцов, а його заступником Павло Таравіков.

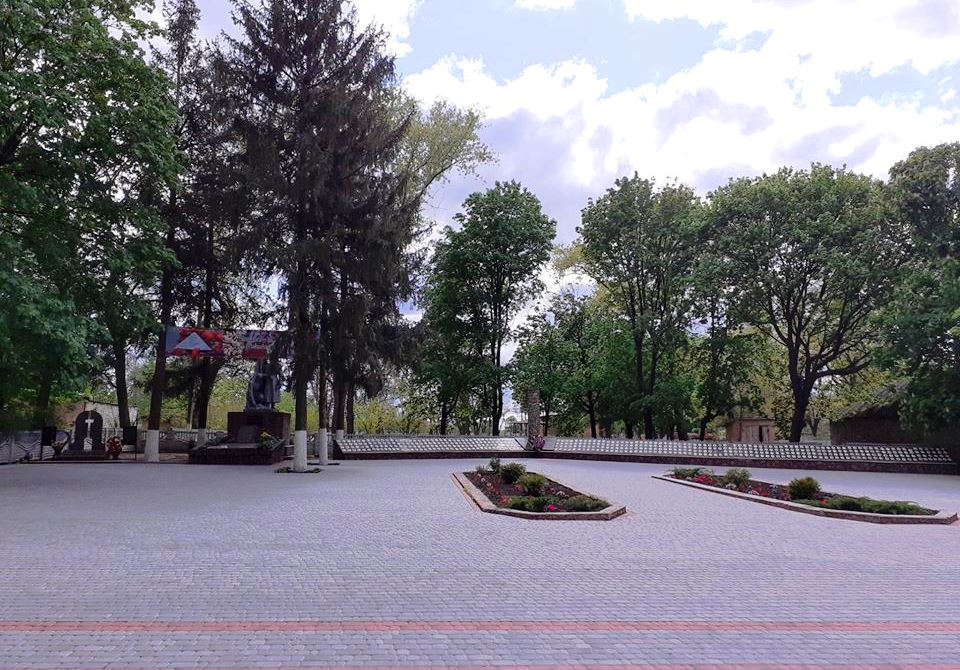
Площа Слави

У грудні 1941 року за наказом шефа району Сартісона, начальника Маловисківської жандармерії Мана та начальника поліції Хомича були вивезені до Люцевого лісу та розстріляно 134 євреї. За період тимчасової окупації Маловисківського району німецькими окупантами було розстріляно і закатовано 269 чоловік, у тому числі 25 злинчан. Майже три роки важко працювали злинчани на окупованій території. Поліцаї жорстоко били тих, хто не виходив на роботу. В обласному центрі, Новоукраїнці, Олександрії, Павлиші, Адабаші, Помічній з'явились концентраційні табори, в'язниці, катівні, в яких були і злинчаниСело звільнене 13 березня 1944 року бійцями 33-го гвардійського стрілецького корпусу 213-ї стрілецької дивізії 5-ї гвардійської армії під командуванням генерал-майора Івана Юхимовича Буслаєва. У звільненні с. Злинки брали участь військові підрозділи 7-го мехкорпусу, командир — полковник І. В. Дубовий.
У 1956 році останки 37 загиблих воїнів були перепоховані до Братської могили № 435. Усього на фронтах Другої світової війни загинуло 681 чоловік. Численними подвигами уславилися злинчани, 987 чоловік нагороджено медалями і орденами, а двом з них Петру Володимировичу Велігіну і Миколі Івановичу Ригачину присвоєно найвищу нагороду — звання Героя Радянського Союзу (обом посмертно).
[1] Книга скорботи України. Кіровоградська обл. Т2. Обласна редакційна колегія Осадчий Є. Б.; обласна наукова редакція: Александрова Т. М. Кіровоград: ВАТ «Кіровоградське видавництво», 2004. с. 215—225.

## Населення
Згідно з переписом УРСР 1989 року чисельність наявного населення села становила 5819 осіб, з яких 2602 чоловіки та 3217 жінок.

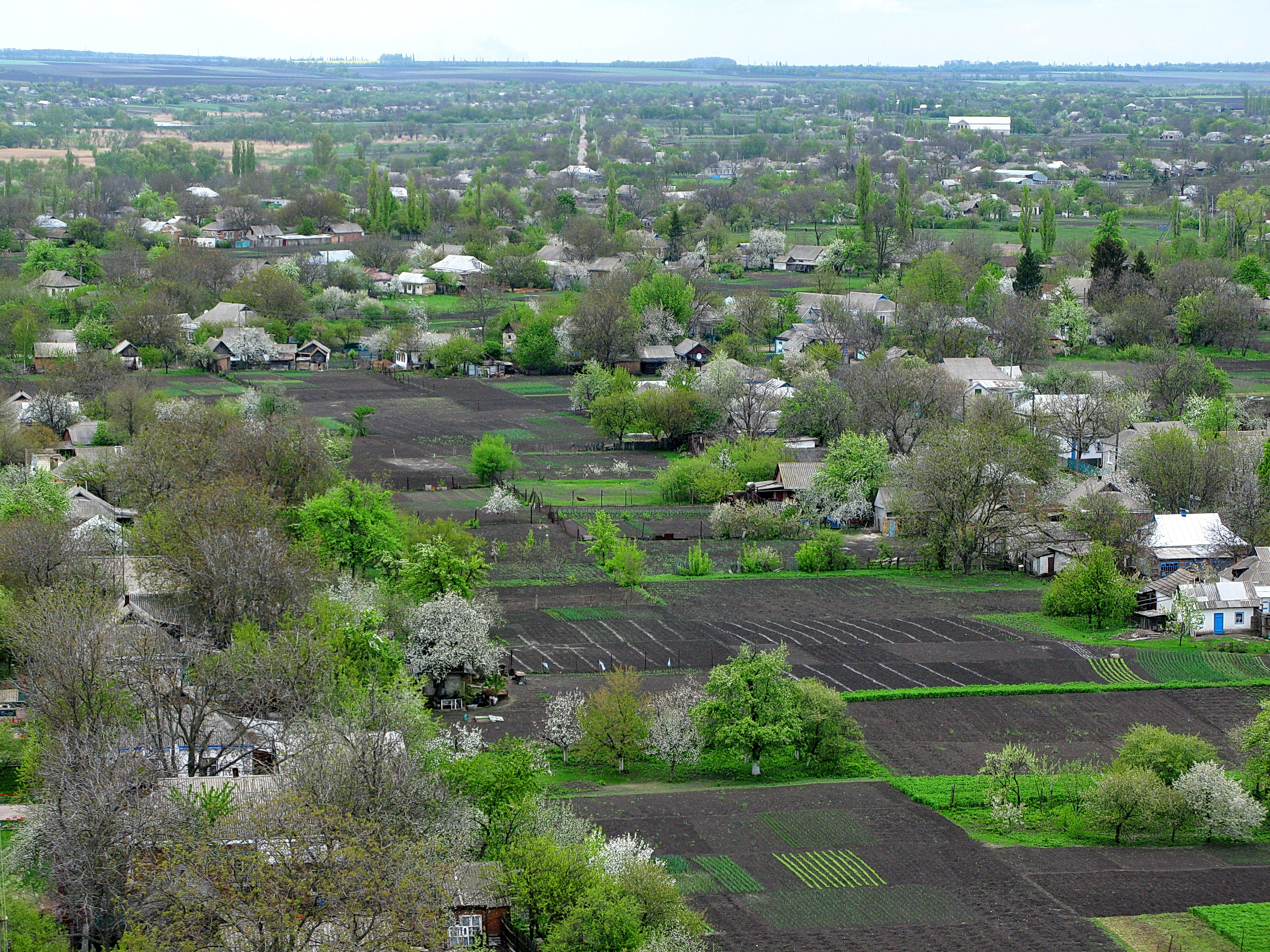
село Злинка

За переписом населення України 2001 року в селі мешкали 5173 особи.

### Мова
Розподіл населення за рідною мовою за даними перепису 2001 року:
| Мова       | Відсоток |
| ---------- | -------- |
| українська | 58,07 %  |
| російська  | 40,92 %  |
| молдовська | 0,62 %   |
| вірменська | 0,29 %   |
| білоруська | 0,08 %   |

Говір злинчан характеризують діалектні особливості, притаманні Південно-Західній діалектній зоні, відображеними у «Диалектологическом атласе русского языка»[1]. Адже серед перших поселенців у селі були вихідці з посаду Злинка Новозибківського повіту Чернігівської губернії, яка у XVII—XVIII ст. знаходилася на кордоні трьох держав: Росії, Білорусії та України. Злинка Стародубська частенько опинялася то в Росії, то в Білорусії, тому мови змішувалися і асимілювали.
[1] ДАРЯ — Диалектологический атлас русского языка: Центр Европейской части СССР [в вып. III — России]. В 3 вып. / Под ред. Р. И. Аванесова, С. В. Бромлей. Вып I. Фонетика. М., 1986; Вып. II. Морфология. М., 1989; Вып. III. Синтаксис. Лексика. М.; Минск: Наука, 1996—2004.

## Місцевості

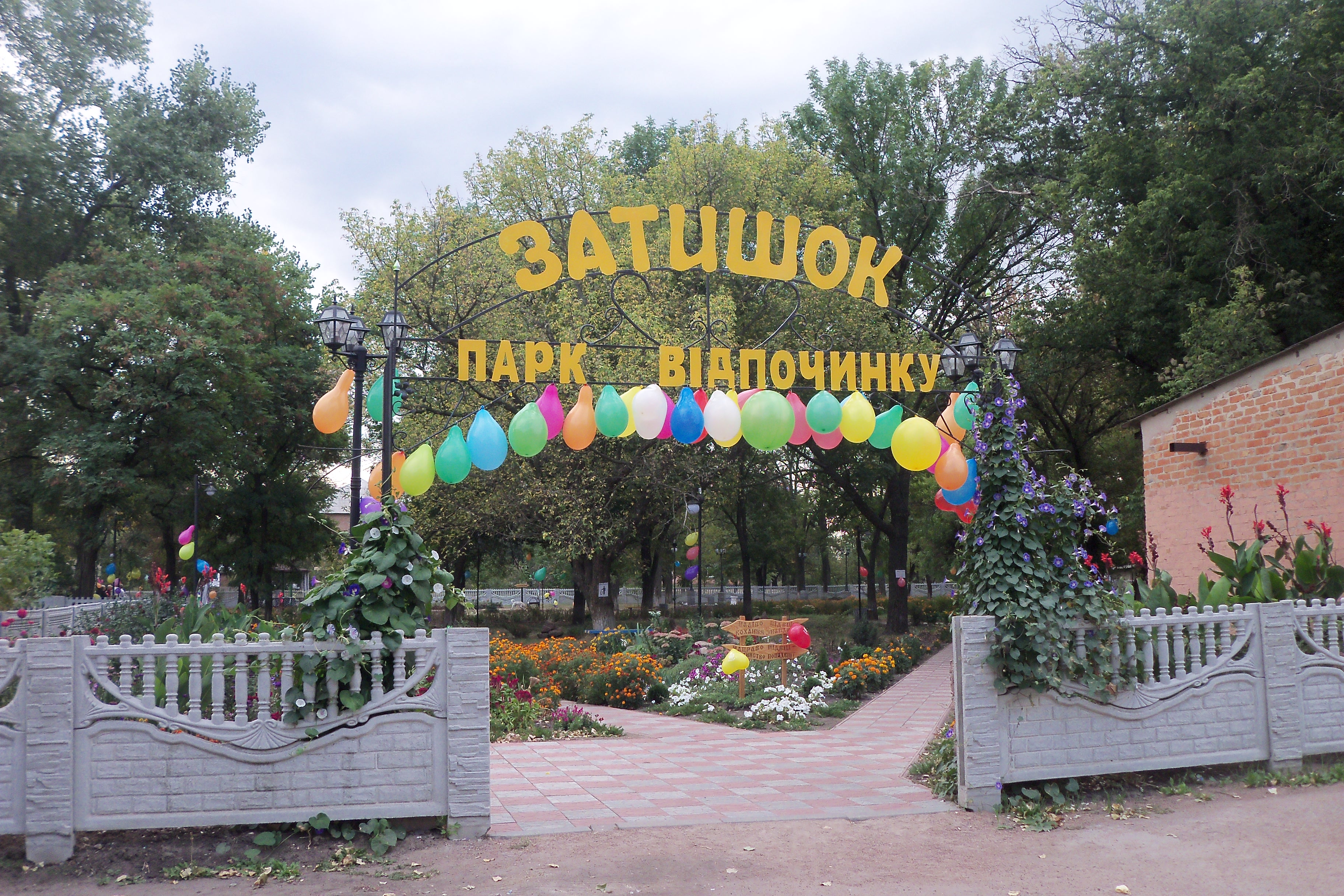
Парк «ЗАТИШОК»

- Моро́зівка — назва місцевості походить від Морозівського страйку 1885 року в Підмосков'ї, після якого сюди примусово було переселено фабричних робітників, переважно росіян.
- Земля́нки — назва походить від підземних жител, які змушені були влаштовували в цій місцевості новоприбулі поселенці.
- Хутори (Шевченки) — назва місцевості, на якій проживали і проживають українці. Пізніше, територія колгоспу ім. Шевченка.
- Містечко — центр села, назва зберігається ще з 1861 року, коли селу було надано статус містечка.

## Інфраструктура
На території Злинської сільської ради розташовуються 2  елеватори хлібна база № 78 та ООО «УТЛ-Актив», залізнична станція, гранітний кар'єр ТОВ «Ноксен» та переробний цех, зареєстровано 3 ТОВ: «Авангард», «Благо», «Дарлан», 26 фермерських господарств та близько 1500 одноосібників. Працюють сільська лікарська амбулаторія, 2 аптеки, ветеринарна аптека, поштові відділення Укрпошти та Нової пошти, Діють 2 церкви. Населення обслуговують 25 магазинів, 1 кафе, 2 перукарні. Державну політику в галузі освіти забезпечують комунальний заклад «Злинський ліцей» Злинської сільської ради та його філія. Діють 2 дитячих садочки, один з яких був відкритий у 2017 році. Діє Будинок культури, музей історії села Злинки, бібліотека. Село не газифіковане.
|  |  |  |
|  |  |  |
|  |  |  |
|  |  |  |
|  |  |  |
|  |  |  |

## Пам'ятники
| Вечная слава героям, павшим в боях за свободу и независимость нашей Родины! 13 березня 1944 року частинами 33-го Гвардійського корпусу 5-ї Гвардійської армії визволили с. Злинку від німецько-фашистських загарбників. |

| Посвящается 2000-летию Рождества Христова. На этом месте находилась Церковь Рождества Пресвятой Богородицы (белая) |

## Туризм
1. Музей історії села Злинки знаходиться в приміщенні комунального закладу «Злинський ліцей» з 2020 року. Тут представлено 12 експозицій, які повністю висвітлюють усі періоди життя та побуту злинчан з часу заснування села.С. Злинка. Урочище «Каскади»

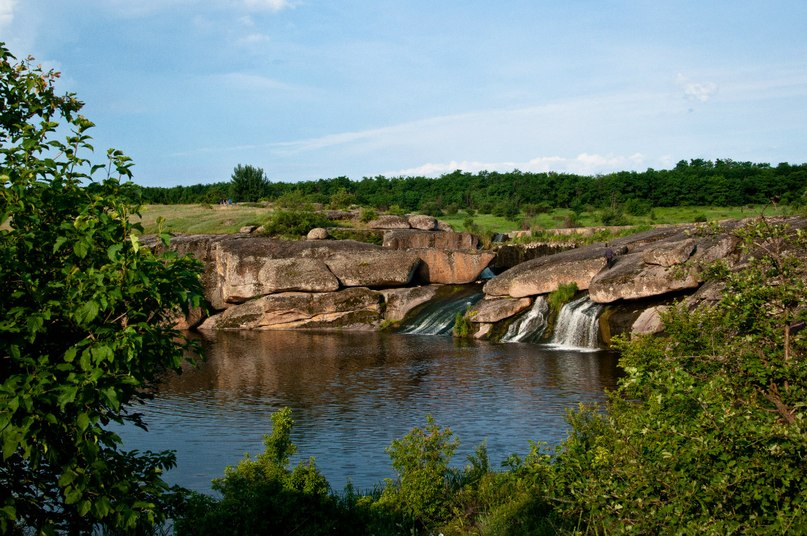
С. Злинка. Урочище «Каскади»

2. Парк відпочинку «Затишок» знаходиться у центрі села. Поруч Площа Слави та пам'ятники.
3. Єдина в Україні Єдиновірча Свято-Покровська церква, де зберігається знаменний спів крюкової нотації.
4. Спасо-Преображенська церква, (1922 р.)

### 5. Урочище «Каскади»— одне з семи чудес Кіровоградщини.

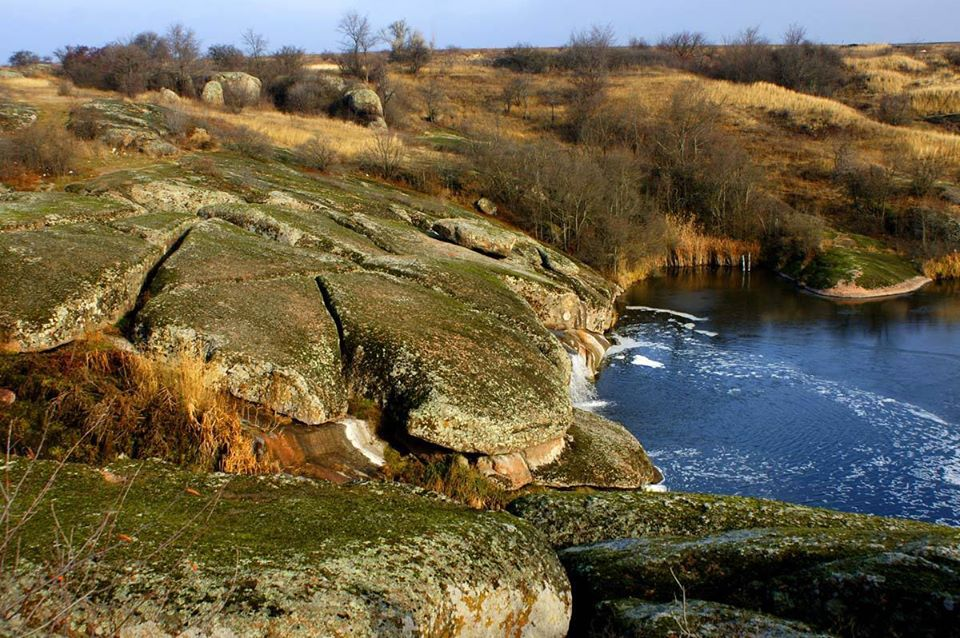

На південний захід від Злинки розташоване урочище «Каскади», одне з небагатьох місць розповсюдження природних водоспадів на Придніпровській височині і рівнинній частині України в цілому. В урочищі знаходиться місце виходу на поверхню масивної брили нижньопротерозойських гранітів і мігматитів — елементів найдавнішої тектонічної структури України, — Українського щита. Рослинний світ урочища дуже різноманітний. Тут збереглися рослинні угрупування петрофітних, чагарникових і лучних степів. 9 видів рослин урочища занесено до Європейського Червоного списку і Червоної книги України; є регіонально рідкісні види і формації. Також тут мешкає багато рідкісних і зникаючих видів тварин. 58 представників тваринного світу урочища охороняються Бернською конвенцією, 14 занесені до Червоної книги України.

## Відомі люди
- Велігін Петро Володимирович (1923—1944) — рядовий, сапер, Герой Радянського Союзу (1944).
- Ригачин Степан Іванович (1919—1944) — розвідник, Герой Радянського Союзу (1944)
- Науменко Степан Іванович (1920—2004) — військовий льотчик-ас, майор, Герой Радянського Союзу (1951).
- Яриш Олександр Володимирович (1970—2014) — молодший сержант 19-го Миколаївського полку охорони громадського порядку Національної гвардії України, геройськи загинув у бою біля селища Лисиче Амвросіївського району в часі бойового зіткнення з російськими збройними формуваннями.
- Лашкул Віталій Леонідович (1971—2014) — гірничий Новокостянтинівської шахти, доброволець, командир інженерно-саперного відділення інженерно-саперної роти групи інженерного забезпечення 57-ї мотопіхотної бригади. Загинув 15 грудня 2014 р. на блокпосту в районі міст Дебальцеве — Світлодарськ.
- Каплунов Олександр Миколайович (1983—2022) — старший сержант Збройних Сил України, учасник російсько-української війни, що загинув у ході російського вторгнення в Україну в 2022 році.
- Краснов Іван Миколайович (1967—2019) — загинув під час виконання службових обов'язків у зоні АТО.
- Максименко Петро Степанович (1924—2012) — радянський і український художник.
- Михайло Петрович Миценко (Колечкін)[9] (20 лютого 1920, с. Злинка, Маловисківський район, Кіровоградська область — 8 листопада 2001, м. Полтава) — український письменник, прозаїк, критик, журналіст. Член Спілки письменників України (1961 р.). Учасник Другої світової війни.
- Миценко Іван Михайлович[10], 1949 — академік, доктор економічних наук, професор, автор понад 160 наукових праць, із них 5 навчальних посібників, 6 наукових монографій. Завідуючий кафедрою Міжнародних відносин КНТУ.
- Миценко Валерій Іванович (1972) — кандидат педагогічних наук, завідувач кафедри іноземних наук КНТУ.
- Маслова Наталія Миколаївна — кандидат географічних наук, старший викладач кафедри географії та геоекології Кіровоградського державного педагогічного університету імені Володимира Винниченка.
- Костін Володимир Федорович (1943—1997) — кандидат технічних наук, доцент кафедри автоматики і телемеханіки Донецького політехнічного інституту.
- Пастух Галина Василівна (1958) — Заслужений працівник соціальної сфери.
- Пращур Валентина Семенівна (1947—2018) — Заслужений працівник культури України.
- Макода Микола Павлович (1938) — Заслужений працівник культури УРСР.
- Школяров Віктор Федорович (1960) — Заслужений юрист України.
- Соломаха Григорій Миколайович (1954) — Заслужений працівник промисловості України.
- Бендерський Юрій Миколайович (1956) — Почесний зв'язківець україни